# Roy Arden
Pour les articles homonymes, voir Arden.
 (juin 2011).
Si vous disposez d'ouvrages ou d'articles de référence ou si vous connaissez des sites web de qualité traitant du thème abordé ici, merci de compléter l'article en donnant les références utiles à sa vérifiabilité et en les liant à la section « Notes et références ».
Roy Arden (1957 - ) est un photographe et vidéaste artistique canadien vivant à Vancouver. Il s'est formé à la Vancouver School of Art et à l'Université de la Colombie-Britannique. En plus de son art, il œuvre également dans l’enseignement, la conservation et la diffusion d’essais critiques.
Il a exposé individuellement à l'Ikon Gallery (Birmingham, Royaume-Uni) ainsi qu'à la Galerie Tanit de Munich. D'autres expositions eurent lieu au  Kunstmuseum de Bâle, au Museum van Hedendaagse Kunst Antwerpen d'Anvers. Son œuvre est incluse dans la collection du Museum of Modern Art à New York et figurait dans l'exposition associée à la réouverture de ce dernier en 2005.

## 2011
• Rencontres d'Arles, Arles, France.